# 大風子油

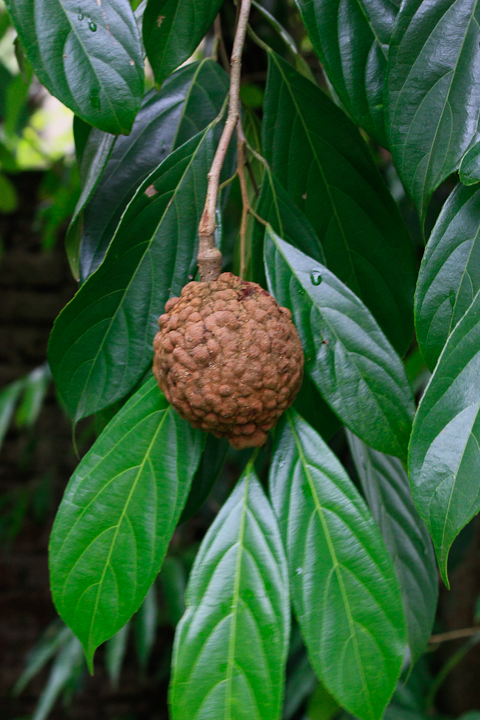
ダイフウシノキの実

大風子油（だいふうしゆ 英語：Chaulmoogra oil、Hydnocarpus oil）。アカリア科（旧イイギリ科）ダイフウシノキ属（Hydnocarpus）の植物の種子から作った油脂。古くからハンセン病の治療に使われたが、グルコスルホンナトリウムなどスルフォン剤系のハンセン病に対する有効性が発見されてから、使われなくなった。

## 歴史、成分と有効性
大風子油（だいふうしゆ）は、イイギリ科ダイフウシノキ属に属する複数種の植物の種子である大風子の種皮を除いてから圧搾して得た脂肪油である。これは，常温では半固体状（semi-solid）で強い匂いはない。ガスクロマトグラフィーを行うと次の物質を示す。シクロプロペン誘導体の不飽和環状脂肪酸，すなわちヒドノカルピン酸 （英語：hydnocarpic acid）、チャウルムーグリン酸（英語：chaulmoogric acid）、ゴーリック酸（英語：gorlic acid）と、少量のパルミチン酸などの混合物のグリセリンエステルである。
搾油直後には白色の軟膏様の性状を示し無味無臭であるが、次第に黄色に変化して特有のにおいと焼きつくような味を生じる。もともとは古代より東南アジアやインドの民間療法として行われていた治療法であった。中国には明の時代に伝わり1578年、本草綱目にハンセン病の治療薬として漢方の処方が記載されている。日本でも江戸時代頃から用いられた。19世紀末にはヨーロッパでも使用されるようになった。1920年代にオーストリア出身の植物学者ジョセフ・フランシス・チャールズ・ロックにより再発見され、全世界で一般的に使用されるようになった。
1917年にはイギリスの医師・ロジャース卿によって大風子油からジノカルピン (Gynocarpin) 脂肪酸を製剤化し、内服薬・注射薬が作られた。その後、1920年にヒドロカルプス酸ナトリウム製剤（内服薬・注射薬）が作られた。これらは、「アレポール」（英語：alepol）と呼ばれイギリスの植民地であるインド・ビルマを中心に使われた。その後、種々の改良が行われた。アメリカ薬局方には、内服療法では消化器障害の副作用を生じるため、アリス・ボールらにより注射薬として改良され、収載された。
大風子油の注射の欠点は注射部位にしばしば化膿や結節や瘢痕を残すことがあった。効果が乏しく無効という意見も多かったが、大風子油で治療をしない時に比べれば有効であるとした報告があることと、他に有効な薬剤が存在しなかったため、大風子油による治療は多くの国で行われた。その後、1943年のグルコスルホンナトリウムが有効であるという報告以降は、大風子油による治療は急速に行われなくなった。

## 日本における研究
日本においては江戸時代以降本草綱目などに書かれていたので、使用されていた。幕末からハンセン病研究を始め、明治期にハンセン病治療の第一人者として知られた後藤昌文は、子の後藤昌直とともに、1875年には大風子油などを原料とした治療薬を開発し、その販路は海外まで及んだ。堺の岡村平兵衛は家が油製造業者であったが、1892年以来、良質の大風子油を製造し、日本国内では、岡村の大風子油として有名であった。
エルヴィン・フォン・ベルツ、土肥慶蔵、遠山郁三、中條資俊などはある程度の効果を認めていた。1912年、光田健輔は結節らいを放置すれば75パーセントは増悪するが、大風子油100cc以上注射すれば88パーセントは結節を生じないと文献に書いた。また1932年に彼はストラスブールでの第3回国際らい学会で再発率が高いことを発表している。上川豊は「大風子油の癩に対する治療的有効作用に就て」にて1930年京都大学で学位を与えられた。彼は大風子油注射は網状織内被細胞系あるいはリンパ系統を刺激して局所的ないし全身的抗体産生機能を旺盛ならしめるとしている。結論としてらいの初期は臨床的治療状態を軽減するも、末期重症例では快癒状態に導くのは不可能とある。東京にある、国立ハンセン病資料館には、以前使用されていた、大風子油を熱で融解する巨大な釜が展示されている。